# بيتر سميث (مؤرخ)
بيتر سميث (بالإنجليزية: Peter Smith) ساعد في تأسيس كلية جامعة ماهيدول الدولية (بالإنجليزية: Mahidol University International College - MUIC) في عام 1987، حيث شغل منصب مدير الجامعة ورئيس قسم العلوم الاجتماعية حتى تقاعده في عام 2013. كما أنه يُدرّس في معهد ويلمِت، وهو مؤسسة تعليمية باهائية عبر الإنترنت، وهو مؤلف لعدة كتب متخصصة في الدراسات البهائية.

## المسيرة المهنية
حصل سميث على شهادة في التعليم مع التميز في الجغرافيا من جامعة بريستول في عام 1972، تلاها بكالوريوس في التربية (B.Ed.) في الجغرافيا مع مرتبة الشرف من نفس الجامعة في إنجلترا في عام 1973، ثم حصل على دكتوراه من جامعة لانكستر في إنجلترا في علم اجتماع الدين في عام 1983، وكانت أطروحته لاحقاً قد نُشرت بعنوان الديانتين البابية والبهائية: من الشيعية المسياوية إلى دين عالمي. خلال دراسته في جامعة لانكستر، نظم سميث أربعة ندوات لدراسات البهائية في الأعوام 1977 و1978 و1979 و1980 وقدّم ورقة في مؤتمر تاريخ البهائية في أغسطس 1983 في جامعة كاليفورنيا في لوس أنجلوس برعاية الجمعية الروحية في لوس أنجلوس ونادي البهائيين، واثنين في مؤتمر لوس أنجلوس في عيد العمال عام 1984 حول تاريخ البهائية حيث ناقش تطور الدين في الغرب والمواقف الليبرالية والمتشددة في الأديان.
في عام 1985 وصل سميث إلى تايلاند ليشغل منصب محاضر في قسم الدراسات الدينية في كلية العلوم الإنسانية والاجتماعية في كلية جامعة ماهيدول الدولية. وكان عضواً مؤسساً لبرنامج الدرجات الدولية للطلاب في عام 1986 وتم تعيينه رئيس قسم ومدير برنامج العلوم الاجتماعية في عام 1998. من عام 1999 إلى 2003، شغل سميث منصب نائب مدير الشؤون الأكاديمية، حيث كان يتولى تنسيق والإشراف على جودة البرامج الأكاديمية وقام بتطوير دليل تدريبي للموظفين. قاد سميث وحدة مكونة من خمسة أعضاء هيئة تدريس وأربعة تخصصات دراسية في مؤتمر العلوم الاجتماعية في عام 2003 لتعزيز الحوار والتعاون بين ماليزيا وتايلاند. في عام 2007، قدم سميث محاضرة في مؤتمر ماليزيا-تايلاند الدولي الثالث في دراسات جنوب شرق آسيا، الذي رعته كلية العلوم الاجتماعية والإنسانية بجامعة كيبانغسان ماليزيا (UKM) وقسم العلوم الاجتماعية في كلية جامعة ماهيدول الدولية. في مايو 2011 كان سميث رئيس مؤتمر الجامعة حول التميز وتقاليد الفنون الحرة، وقام بإلقاء كلمة ترحيبية وترأس جلسة في مؤتمر الجامعة في فبراير 2012 "إعادة تشكيل الذاكرة التاريخية في جنوب شرق آسيا"، المؤتمر الدولي الخامس بين تايلاند وماليزيا في دراسات جنوب شرق آسيا. في عام 2013 كان سميث رئيس قسم العلوم الاجتماعية ولكن نظرًا لتجاوز عمره سن التقاعد، عرض الاستقالة بعد أن كان أطول موظف بدوام كامل في كلية جامعة ماهيدول الدولية (وكان حينها رئيس قسم العلوم الاجتماعية في كلية جامعة ماهيدول الدولية).

### التعليقات المهنية
في عام 1993، تم منح سميث رتبة قائد في وسام التاج التايلاندي من الدرجة الثالثة، وفي عام 2006 حصل على شهادة تقدير تقديراً لإسهاماته التي امتدت على مدار 20 عامًا في كلية جامعة ماهيدول الدولية من قبل العميد تشاريا بروكلمان. خلال فترة عمله، قام بتطوير تخصص العلوم الاجتماعية مع تركيزات في دراسات جنوب شرق آسيا، والدراسات الدولية، وتاريخ العالم الحديث، بالإضافة إلى تخصصات فرعية في مجالات ذات صلة، وكذلك تطوير دورات جديدة. تم تسميته كأحد أركان الكلية في عام 2019.
بينما كانت معظم حياته المهنية أكاديمية في تايلاند، فقد تم نشر معظم التعليقات عنه في مجال دراساته البهائية. في عام 2001، كتب عالم الدراسات الشرقية خوان كول أن "قليلًا جدًا من علماء الاجتماع درسوا الدين البهائي في الولايات المتحدة"، وأن بيتر سميث، إلى جانب بيتر ل. بيرغر، وجين ويمان، ومارغيت واربرغ، قد "قدّموا مساهمات هامة في دراسة هذا الدين الجديد ذو الأصل الإيراني، لكنهم قلة". عن دراسات سميث البهائية، كتب دينيس ماكوين، بهائي سابق، أنه "لم يكن سميث يومًا معارضًا من أي نوع... هو لا يتعامل مع القضايا الصعبة التي قد يتعامل معها واربرغ أو غيرهم من غير المنتسبين. لكنه لا يكرر فقط ما يتم تقديمه رسميًا، ويظل أمينًا لنداءه الأكاديمي".

## الحياة الشخصية
وُلد سميث في يوركشاير، المملكة المتحدة، ونشأ في بريستول، إنجلترا، حيث انضم إلى الديانة البهائية في سن 16 عامًا، بعد أن سمع عن الدين من التغطية الإعلامية لأعمال مؤتمر العالم البهائي الأول الذي عُقد في لندن. في عام 1968، بعد مؤتمر باليرمو الذي تم عقده لإحياء ذكرى نفي بهاء الله، مؤسس الدين، إلى عكا، كان سميث، مع دينيس ماكوين، موجان مومن، وطاهر رونالد طاهرزاده (ابن أديب طاهرزاده), أحد مرشدي الشباب في الحج الجماعي إلى المركز البهائي العالمي. بعد ذلك أمضى سميث عامًا في أفريقيا وزار بعض المجتمعات البهائية في مالاوي ثم مر عبر بوتسوانا. كان سميث جزءًا من أول جمعية روحية محلية في لانكستر التي تأسست في عام 1976, وشارك في لجان التعليم الوطنية وكذلك الجمعيات الروحية المحلية في بريستول ودرهام قبل مغادرته المملكة المتحدة.
هو متزوج من سامي أنفار ولديه طفلين.